# Yeah! (어셔의 노래)
Yeah!는 미국의 팝 가수 어셔의 대표 곡 중 하나로, Confessions에 수록되어 있다. 피쳐링에는 릴 존과 루다크리스가 참여했으며, 빌보드 핫 100에서 12주 동안이나 1위를 차지하는 기록도 세우기도 한 곡이다.

## 곡 목록
| Digital download 1. "Yeah!" – 4:10 Yeah! – EP 1. "Yeah!" – 4:10 2. "Red Light" – 4:48 3. "Sweet Lies" – 4:09 4. "Yeah! (Instrumental) – 4:09 | UK CD 1 1. "Yeah!" – 4:10 2. "Red Light" – 4:48 UK CD 2 1. "Yeah!" – 4:10 2. "Red Light" – 4:48 3. "Sweet Lies" – 4:09 4. "Yeah!" (Instrumental) – 4:09 |